# Де Алмейда, Густаво Салгейро
Густаво Салгейро де Алмейда Коррея (порт. Gustavo Salgueiro de Almeida Correia; 7 июля 1985, Масейо, Бразилия) — бразильский футболист, полузащитник клуба «Эдмонтон».

## Биография
Выступал за бразильские клубы «Спорт Ресифи», «Америка» (Сан-Жозе-ду-Риу-Прету) и АСА. В 2007 году выступал в Японии за «Монтедио Ямагата». 2008 год провёл в составе польского «Видзева», но сыграл всего один матч 5 апреля 2008 года против «Ягеллонии» (2:0), Густаво вышел на 88 минуте вместо Стефано Наполеони. После выступал за ССА Масейо в бразильской Серии D.
В сентябре 2009 года перешёл в луцкую «Волынь». В команде дебютировал в матче Кубка Украины против криворожского «Кривбасса» (2:1), Густаво вышел на 26 минуте вместо Дмитрия Ерёменко.